# Каніт
Каніт — дуже рідкісний мінерал з класу боратів, бороарсенат кальцію.

## Етимологія та історія
Каніт був відкритий у 1921 році. Мінерал названий на честь Лазарда Кана (1865—1940), який був колекціонером і торговцем мінералами.
Геологічне середовище, в якому спостерігаються його прояви, знаходиться в пегматитах, що розрізають змінене рудне тіло цинкової руди.

## Загальний опис
Хімічна формула каніту Ca2B[AsO4](OH)4. Він складається з 26,91 % кальцію, 3,63 % бору, 25,15 % арсену, 1,35 % водню і 42,96 % кисню. Мінерал має молекулярну масу 297,91 грама. Не є радіоактивним.
Кристалізується в тетрагональній кристалічній системі. Крихкий білий або безбарвний мінерал, який має ідеальну спайність і зазвичай прозорий. Утворює кристали тетрагональної форми. Має твердість за шкалою Мооса 3.
Каніт асоціюється з такими мінералами: віллеміт, родоніт, пірохроїт, гедіфан, датоліт і барит.
Типова місцевість — копальня Franklin Mine у Франкліні, штат Нью-Джерсі. Також його знайшли в Японії та у каменоломнях Валлерано в Римі, Італія.